# Raión de Réchytsa
Réchytsa (en bielorruso: Рэчыцкі раён) es un raión o distrito de Bielorrusia, en la provincia (óblast) de Gómel. Su capital es Réchytsa.
Comprende una superficie de 2 729 km².

## Demografía
Según estimación 2010 contaba con una población total de 104 781 habitantes.

## Subdivisiones
Comprende las ciudades subdistritales de Réchytsa (la capital) y Vasilévichy, el asentamiento de tipo urbano de Zarecha y los siguientes 17 consejos rurales:
- Azérshchyna
- Bábichy
- Barshchouka
- Bélaye Balota
- Vyshamir
- Hlybau
- Zhmúrauka
- Zaspa
- Zajody
- Zashchobye
- Kamsamolsk
- Karavátsichy
- Liski
- Perasviatoye
- Róvenskaya Slabadá
- Saltanova
- Jólmech